# Большой аррип
Большой арри́п, или австралийский лосось (лат. Arripis trutta), — вид лучепёрых рыб монотипического семейства арриповых (Arripidae). Распространены в юго-западной части Тихого океана у берегов Австралии, Тасмании и Новой Зеландии. Морские пелагические рыбы, обитают в прибрежных водах. Хищники, питаются преимущественно рыбами. Максимальная длина тела 89 см. Ценные промысловые рыбы.

## Таксономия и этимология
Австралийский лосось впервые описан в 1801 году немецким зоологом Иоганном Форстером в монографии немецкого ихтиолога Маркуса Блоха Systema Ichthyologiae… под биноменом Sciaena trutta. В 1840 году перенесён в род Arripis, который в свою очередь в 1913 году был выделен в отдельное семейство Arripidae. Родовое латинское название от лат. arripere — «взять что-то вдруг, захватить». Вероятно это обусловлено хищническим образом жизни. Видовое название происходит от лат. trutta — буквально означающее «форель». Это связано с тем, что рыбы напоминали первым европейским поселенцам в Австралии европейских лососей. До сих пор в англоязычных странах этот вид называют англ. australian salmon, а одно из русскоязычных названий — австралийский лосось; хотя аррапы не имеют никаких родственных связей с лососевыми и относятся к отряду окунеобразных. В Новой Зеландии данный вид носит местное название kahawai, что является транлитерацией названия данной рыбы на языке маори.

## Описание
Тело вытянутое, покрыто мелкой ктеноидной чешуёй. Чешуя гладкая на ощупь. Голова конической формы, также покрыта чешуёй, за исключением нижней челюсти, рыла и области над глазами. Глаза маленькие, у взрослых рыб в передней и задней части закрыты жировым веком. На обеих челюстях есть мелкие заострённые зубы, расположенные в несколько рядов. Жаберные перепонки свободны от межжаберного промежутка. На первой жаберной дуге 33—40 жаберных тычинок (9—13 на верхней части и 20—24 на нижней). Окончание верхней челюсти заходит за вертикаль, проходящую через центр глаза. Спинной плавник один, в нём 9 колючих и 15—18 мягких лучей; колючая и мягкая части разделены небольшой выемкой. В небольшом анальном плавнике 3 колючих и 9—10 мягких лучей. Основание анального плавника заметно короче основания мягкой части спинного плавника. Грудные плавники маленькие, но несколько длиннее брюшных. Хвостовой стебель тонкий. Хвостовой плавник глубоко вырезан. Длина хвостового плавника равна или меньше длины головы. Боковая линия почти прямая.
Верхние части тела и головы	голубовато-зелёные; бока и брюхо серебристо-белого цвета. У молоди на спине и боках несколько вертикальных полосок. По мере роста особей полоски распадаются на большие пятна. У взрослых особей мелкие более тёмные пятна остаются только на спине. Грудные плавники ярко-жёлтые, тёмные у основания. Остальные плавники прозрачные. Жёсткая часть спинного плавника и лопасти хвостового плавника с чёрной окантовкой по краям.
Максимальная длина тела 89 см, обычно до 50 см; масса тела до 9,4 кг.

## Биология
Морские пелагические рыбы. Совершают миграции на тысячи километров вдоль побережья. Образуют большие стаи. Встречаются на глубине от 30 до 39 м. Молодь образует небольшие стайки и обитает в заливах и эстуариях, преимущественно в южной части ареала. Максимальная продолжительность жизни 26 лет.

### Размножение
Нерестовый сезон растянут на полгода, зрелые особи большого аррипа встречаются с поздней весны Южного полушария (октябрь) до начала осени (март); довольно редко в сентябре и апреле.
Икринки пелагические, диаметром 0,8—1,0 мм с одной жировой каплей. Оплодотворение наружное, продолжительность эмбрионального периода около 40 часов и может варьироваться в зависимости от температуры воды. Нерест порционный, количество выметанных порций икры не установлено. Плодовитость зависит от размера и возраста особей и варьируется от 71,3 тысяч до 1,73 млн икринок.

### Питание
Австралийские лососи являются активными хищниками. В состав рациона входят представители 135 таксонов. Основу рациона составляют рыбы, в водах юго-восточной Австралии их доля в рационе достигает 98 %. Жертвами австралийских лососей становятся преимущественно пелагические рыбы (94 % по массе). Это в основном стайные рыбы: ставриды (Trachurus novaezelandiae, Trachurus declivis); скумбрии (австралийская скумбрия (Scomber australasicus); обыкновенный гиперлоф (Hyperlophus vittatus); австралийский анчоус (Engraulis australis). Вторым по значимости компонентом рациона являются донные рыбы (главным образом силлаги Sillago flindersi). На долю ракообразных, моллюсков и кальмаров приходится <1 %. Избирательность в питании отсутствует; австралийские лососи охотятся на наиболее многочисленную группу животных в данный момент и в данном месте. Молодь питается амфиподами, копеподами, мизидами, полихетами.

### Хищники
Австралийские лососи становятся жертвами различных хищников. В их числе морские млекопитающие, такие как  афалины, дельфин Гектора, косатка, австралийский морской лев и другие; акулы (тигровая акула, белая акула, серые акулы,  обыкновенная песчаная акула) и морские птицы (крачки, тайфунники, китовые птички, настоящие буревестники, большой баклан).

## Ареал
Распространены в умеренных водах в юго-западной части Тихого океана у побережья восточной Австралии от залива Моретон до юга штата Виктория, в Тасмановом море; у берегов Тасмании, Новой Зеландии и островов Лорд-Хау, Норфолк, Кермадек, Чатем.

## Взаимодействие с человеком
Ценные промысловые рыбы. Коммерческий промысел ведётся у берегов Нового Южного Уэльса, Виктории и Тасмании. Ловят кошельковыми неводами и закидными сетями. В 2000—2011 годах мировые уловы австралийских лососей варьировались от 3,2 до 8,5 тысяч тонн. Популярный объект спортивной рыбалки.